# Al Thumamastadion
Het Al Thumamastadion (Arabisch: ملعب الثمامة Malʿab ath-Thumāma) is een voetbalstadion in Doha, een stad in Qatar, dat werd gebouwd voor het wereldkampioenschap voetbal in 2022.
In het stadion kunnen 44.400 toeschouwers. Het plan is dat het aantal plaatsen voor toeschouwers na het wereldkampioenschap wordt teruggebracht tot 20.000. Het stadion is vernoemd naar een lokale boom, de  al thumamaboom. Het stadion is ontworpen door Ibrahim Jaidah en heeft de vorm van een Taqiyah, dat is een traditionele hoed die veel in islamitische landen wordt gedragen. De opening was op 22 oktober 2021. Op die dag werd de finale van de Emir Cup gespeeld, die ging tussen Al-Sadd en Al-Rayyan en eindigde in 1–1.
Het stadion ligt 12 kilometer verwijderd van het centrum van Doha. Na het wereldkampioenschap wordt de capaciteit teruggebracht van 40.000 naar 20.000 toeschouwers. De stoelen zullen worden weggegeven aan andere landen. Op dit terrein zal een vestiging van Aspetar Sports Clinic geopend worden en een boetiekhotel.

## Internationale toernooien

### Wereldkampioenschap voetbal 2022
Het is een van de twee stadions die zullen worden gebruikt op het wereldkampioenschap voetbal in de hoofdstad Doha, naast het Stadion 974. Er worden zes groepswedstrijden, een achtste en een kwartfinale gespeeld in dit stadion.
| Datum            | Tijd (UTC+3) | Thuisteam | Uitslag | Uitteam          | Fase           | Toeschouwers | Onderling resultaat |
| ---------------- | ------------ | --------- | ------- | ---------------- | -------------- | ------------ | ------------------- |
| 21 november 2022 | 19:00        | Senegal   | 0–2     | Nederland        | Groepsfase     | 41.721       | onderling resultaat |
| 23 november 2022 | 19:00        | Spanje    | 7–0     | Costa Rica       | Groepsfase     | 44.013       | onderling resultaat |
| 25 november 2022 | 16:00        | Qatar     | 1–3     | Senegal          | Groepsfase     | 41.797       | onderling resultaat |
| 27 november 2022 | 16:00        | België    | 0–2     | Marokko          | Groepsfase     | 43.738       | onderling resultaat |
| 29 november 2022 | 22:00        | Iran      | 0–1     | Verenigde Staten | Groepsfase     | 42.127       | onderling resultaat |
| 1 december 2022  | 18:00        | Canada    | 1–2     | Marokko          | Groepsfase     | 43.102       | onderling resultaat |
| 4 december 2022  | 18:00        | Frankrijk | 3–1     | Polen            | Achtste finale | 40.989       | onderling resultaat |
| 10 december 2022 | 18:00        | Marokko   | 1–0     | Portugal         | Kwartfinale    | 44.198       | onderling resultaat |

### Aziatisch kampioenschap voetbal 2023
Tijdens het Aziatisch kampioenschap voetbal worden er zes wedstrijden in dit stadion gespeeld, vier groepswedstrijden, een achtste finale en een halve finale.
| Datum           | Tijd  | Thuisteam | Uitslag | Uitteam    | Competitie     | Toeschouwers | Onderlingsresultaat |
| --------------- | ----- | --------- | ------- | ---------- | -------------- | ------------ | ------------------- |
| 14 januari 2024 | 14:30 | Japan     | 4–2     | Vietnam    | Groepsfase     | 17.385       | onderling resultaat |
| 17 januari 2024 | 14:30 | Libanon   | 0–0     | China      | Groepsfase     | 14.137       | onderling resultaat |
| 20 januari 2024 | 14:30 | Jordanië  | 2–2     | Zuid-Korea | Groepsfase     | 36.627       | onderling resultaat |
| 24 januari 2024 | 14:30 | Japan     | 3–1     | India      | Groepsfase     | 8.932        | onderling resultaat |
| 31 januari 2024 | 14:30 | Bahrein   | 1–3     | Japan      | Achtste finale | 31.832       | onderling resultaat |
| 7 februari 2024 | 18:00 | Iran      | 2–3     | Qatar      | Halve finale   | 40.342       | onderling resultaat |

Lusailstadion (Lusail) · Al Baytstadion (Al Khawr) · Al Thumamastadion (Doha) · Stadion 974 (Doha) · Al Janoubstadion (Al Wakrah) · Education Citystadion (Al Rayyan) · Khalifastadion (Al Rayyan) · Al Rayyanstadion (Al Rayyan)